# 사녀의 한
사녀의 한은 한국에서 제작된 이용민 감독의 1970년 영화이다. 하명중 등이 주연으로 출연하였고 차태진 등이 제작에 참여하였다.

## 출연

### 주연
- 하명중
- 김희준
- 김성옥

## 제작진
- 조명: 고해진
- 미술: 조경환